# Xylocopa rufipes
Xylocopa rufipes är en biart som beskrevs av Smith 1852. Xylocopa rufipes ingår i släktet snickarbin, och familjen långtungebin. Inga underarter finns listade i Catalogue of Life.